# Tullia Carettoni Romagnoli
Tullia Romagnoli Carettoni (ur. 30 grudnia 1918 w Weronie, zm. 24 listopada 2015 w Rzymie) – włoska polityk i nauczycielka, senator, poseł do Parlamentu Europejskiego I kadencji.

## Życiorys
Córka profesora hellenistyki Ettore Romagnolego. W okresie II wojny światowej aktywna w opozycji antyfaszystowskiej, głównie o nastawieniu liberalnym. Ukończyła szkołę średnią w Mediolanie, następnie studia z archeologii na Uniwersytecie Rzymskim „La Sapienza”. Przez kilkanaście lat pracowała jako nauczycielka, początkowo literatury w prywatnych szkołach, a po wygraniu konkursu od 1947 nauczała w Rzymie języka łacińskiego i historii sztuki. W 1959 zakończyła pracę w zawodzie. Wieloletnia działaczka organizacji feministycznej Unione donne in Italia.
Po wojnie przystąpiła do socjalliberalnej Partii Akcji, rozwiązanej w 1947. Następnie związana z Włoską Partią Socjalistyczną, od 1959 należała do jej komitetu centralnego. W 1966 opuściła PSI, w kolejnych latach działała w środowiskach lewicy niezależnej, formalnie startując z list Włoskiej Partii Komunistycznej. W latach 1963–1979 zasiadała w Senacie, od 1972 była jego wiceprzewodniczącą. W latach 1971–1976 oddelegowana do Parlamentu Europejskiego, w 1979 wybrana do PE w wyborach bezpośrednich z listy PCI. Przystąpiła do Grupy Sojuszu Komunistycznego. W latach 1985–2004 przewodnicząca włoskiego oddziału UNESCO. Kierowała także m.in. organizacją na rzecz planowania rodziny, instytutem włosko-afrykańskim oraz forum kobiet regionu śródziemnomorskiego.
Od 1940 zamężna z archeologiem Gianfilippo Carettonim, mieli jednego syna. Poświęcono jej kilka biografii, opublikowała również kilka książek.

## Odznaczenia
W 2005 odznaczona Orderem Zasługi Republiki Włoskiej I klasy.